# Tayab Raza
Tayab Raza (ur. 2 sierpnia 1995) – pakistański zapaśnik walczący w stylu wolnym. Zajął piąte miejsce na igrzyskach azjatyckich w 2018, a także na igrzyskach Solidarności Islamskiej w 2017. Brązowy medalista igrzysk Wspólnoty Narodów w 2018 i mistrzostw Wspólnoty Narodów w 2017. Wicemistrz igrzysk Azji Południowej w 2019 roku.
Absolwent University of Central Punjab w Lahaur.